# Il labirinto del tempo
Il labirinto del tempo (Le labyrinthe du temps) è un romanzo di Maxence Fermine, pubblicato nel 2006. 

## Trama
Un giovane archimandrita russo, Vassili Evangelisto, viene inviato in missione per diffondere la parola di Dio in Arabia. Dopo essere partito per mezzo di una nave, fa scalo in Marocco e acquista da un misterioso venditore un piccolo scrigno chiuso da una serratura. L'archimandrita scopre, dallo Tahar il Savio. Continuando il viaggio, la nave di Evangelisto arriva davanti ad una città araba, apparentemente desolata e la nave viene attaccata da dei mussulmani. Solo l'archimandrita si salva e, dopo aver vagato in mare per un giorno intero, arriva su un'isola a lui sconosciuta. In un piccolo villaggio, il protagonista trova gli abitanti sono sotto l'effetto di un incantesimo: sono addormentati e non si svegliano. In una piccola chiesa, Vassili trova una curiosa clessidra, inceppata a causa di un bambino che teneva fermo il suo meccanismo a leva. Una volta sistemato l'oggetto, la vita del villaggio riprende il proprio corso. Evangelisto viene nominato governatore della città di Labirinto.
Dopo varie peripezie e fatti molto strani accaduti sull'isola, altre due persone, il generale Mendoza e il capitano Spyros Parga, arrivarono sull'isola portando due scrigni di Tahar. Il protagonista riesce a risolvere il mistero che l'ha ossessionato per moltissimo tempo: dietro quei piccoli oggetti di legno era celata la chiave per scoprire il segreto nascosto nella clessidra nella chiesa di Labirinto e una volta aperta Evangelisto trovò un manoscritto scritto da Tahar in persona.

## Edizioni in italiano
- Maxence Fermine, Il labirinto del tempo, traduzione di Vincenzo Latronico, Milano: Bompiani, 2008